# Dominique Wassi
Dominique Wassi (* 8. August 1989 in Douala) ist ein kamerunischer Fußballspieler.

## Karriere
Wassi spielte in der Jugend für USL Dunkerque und den FC Schalke 04. Beim FC Schalke 04 kam er auch zu einigen Einsätzen für die zweite Mannschaft. Im Sommer 2008 wechselte er zu Atromitos Athen, mit dem er in der Beta Ethniki spielte. Für die Spielzeiten 2009/10 und 2010/11 wurde er von Atromitos Athen an Egaleo AO Athen und Ethnikos Asteras verliehen, die ebenfalls in der Beta Ethniki bzw. in der umbenannten Football League spielten. Zur Saison 2011/12 wechselte er zu Hapoel Petach Tikwa.